# ペイストリースナッフルス
ペイストリースナッフルス（英: PASTRY SNAFFLE'S）は、北海道函館市を中心に店舗を構える洋菓子店。この項目では、企業の「ペシェ・ミニョン」についても記載している。

## 商品
キャッチケーキ シリーズ
- チーズオムレット
- 蒸し焼きショコラ
- メイプルオムレット
- いちごオムレット
- 抹茶オムレット
- カフェラテオムレット
- ティラミスオムレット
- ココナツパインオムレット

焼き菓子・その他お菓子
- マカロン
- マドレーヌ
- クッキー
- パウンドケーキ
- 生チョコレート

生ケーキ
- ロールケーキ
- フレッシュタルト
- 生ケーキ
- バースデーケーキ

## 店舗
- 金森洋物館店 - 函館市末広町13-9 金森赤レンガ倉庫内
- 駅前店 - 函館市若松町18-2
- 函館エキナカ店 - 函館市若松町12-13 函館駅構内
- 高丘店 - 函館市高丘町178-1
- 丸井今井店 - 函館市本町32-15 丸井今井函館店地下1階
- 湯浜店 - 函館市湯浜町4-8
- さっぽろ東急店 - 札幌市中央区北4条西2丁目2-1 さっぽろ東急百貨店地下1階
- さっぽろ清田店 - 札幌市清田区清田2条3丁目10-55
- 新千歳空港店 - 千歳市美々 新千歳空港国内線ターミナルビル2階
- 有楽町店 - 東京都千代田区有楽町2丁目10-1 東京交通会館1階

閉店店舗
- さっぽろ大通店 - 札幌市中央区大通西3丁目 大通ビッセ1階（2018年8月20日閉店）
- 駅前店 - 函館市若松町18-2（2022年3月21日閉店）

## ペシェ・ミニョングループの店舗
- フランス菓子 ペシェ・ミニョン[1] - 函館市乃木町1-2
- グルマンカンタ[2][3] - 函館市梁川町10-24

閉店店舗
- ペシェ・グラン - 札幌市中央区北2条西4-1 札幌三井JPビルディング 赤レンガテラス1F（2020年8月25日閉店）
- サロン・ド・テ ペシェ・ミニョン[1] - 函館市本町32-15 丸井今井函館店地下1階（2020年9月30日閉店）
- ペシェ・ミニヨン -レダ- - 東京都渋谷区渋谷2-24-12渋谷スクランブルスクエア 1F（2021年5月31日閉店）
- ポン・サン・クルー - 函館市若松町18-4
- 日和茶房 - 函館市元町32-10